# Bothenhampton
Bothenhampton är en ort i civil parish Bridport, i grevskapet Dorset, i Storbritannien. Den ligger i kommunen Dorset och riksdelen England, i den södra delen av landet, 200 km väster om huvudstaden London. Bothenhampton var en civil parish fram till 2024 när blev den en del av Bridport. Civil parish hade 2 186 invånare år 2001.